# Hemipeplus rodericensis
Hemipeplus rodericensis là một loài bọ cánh cứng trong họ Mycteridae. Loài này được Scott miêu tả khoa học năm 1933.